# Пинтор, Луиджи (губернатор)
Луиджи Пинтор (итал. Luigi Pintor; 21 июня 1882, Кальяри — 3 сентября 1925, Шамони-Мон-Блан) — итальянский юрист и государственный деятель, исполняющий обязанности губернатора колонии Итальянская Киренаика с 23 ноября 1921 по 30 сентября 1922 года.

## Биография
Луиджи Пинтор родился 21 июня 1882 года в городе Кальяри (Сардиния), в семье главного врача местной больницы; окончил юридический факультет Пизанского университета в 1903 году. После завершения Итало-турецкой (Ливийской) войны, поступил на службу в министерство колоний, начав работать по приказу министра Пьетро Бертолини над законодательством для нового владения Королевства Италия. В декабре 1915 года прибыл в протекторат Итальянская Триполитания, где занял пост главы управления по гражданским вопросам.
В период с 23 ноября 1921 по 30 сентября 1922 года исполнял обязанности губернатора колонии Итальянская Киренаика — сменил на посту губернатора графа Джакомо Мартино. После возвращения в Италию стал профессором колониального права во Флорентийском университете — поселился во Флоренции. Являлся членом Итальянского королевского географического общества и президентом Колониального института страны. Пинтор скончался от менингита 3 сентября 1925 года в коммуне Шамони-Мон-Блан (Савойя), где он проводил свой отпуск.